# Burrill Bernard Crohn
Burrill Bernard Crohn (Nueva York, 13 de junio de 1884 -  New Milford, Connecticut, 29 de julio de 1983) fue un gastroenterólogo estadounidense. Fue uno de los primeros en describir la que en su nombre se llamó enfermedad de Crohn.